# Medagliati olimpici nel tiro a segno
Elenco dei vincitori di medaglia olimpica nel tiro a segno.

## Albo d'oro

### Maschile

#### Pistola ad aria 10m
| Edizione                                  | Oro                                       | Argento                               | Bronzo                                |
| ----------------------------------------- | ----------------------------------------- | ------------------------------------- | ------------------------------------- |
| Seul 1988                                 | Tanju Kirjakov                            | Erich Buljung                         | Xu Haifeng                            |
| Barcellona 1992                           | Wang Yifu                                 | Sergej Pyž'janov                      | Sorin Babii                           |
| Atlanta 1996                              | Roberto Di Donna                          | Wang Yifu                             | Tanju Kirjakov                        |
| Sydney 2000                               | Franck Dumoulin                           | Wang Yifu                             | Ihar Basinski                         |
| Atene 2004                                | Wang Yifu                                 | Michail Nestruev                      | Vladimir Isakov                       |
| Pechino 2008                              | Pang Wei                                  | Jin Jong-oh                           | Jason Turner                          |
| Londra 2012                               | Jin Jong-oh                               | Luca Tesconi                          | Andrija Zlatić                        |
| Rio de Janeiro 2016                       | Hoàng Xuân Vinh                           | Felipe Wu                             | Pang Wei                              |
| Tokyo 2020                                | Javad Foroughi                            | Damir Mikec                           | Pang Wei                              |
| Parigi 2024                               | Xie Yu                                    | Federico Nilo Maldini                 | Paolo Monna                           |
| Atleta meglio premiato: Wang Yifu (2/2/0) | Atleta meglio premiato: Wang Yifu (2/2/0) | Nazione meglio premiata: Cina (4/2/3) | Nazione meglio premiata: Cina (4/2/3) |

#### Pistola fuoco rapido 25m
| Edizione                                      | Oro                                           | Argento                                   | Bronzo                                    |
| --------------------------------------------- | --------------------------------------------- | ----------------------------------------- | ----------------------------------------- |
| Atene 1896                                    | Iōannīs Fragkoudīs                            | Geōrgios Orfanidīs                        | Holger Nielsen                            |
| Parigi 1900                                   | Maurice Larrouy                               | Léon Moreaux                              | Eugène Balme                              |
| Saint Louis 1904                              | Evento non incluso nel programma olimpico     | Evento non incluso nel programma olimpico | Evento non incluso nel programma olimpico |
| Atene 1906                                    | Maurice Lecoq                                 | Léon Moreaux                              | Aristeidīs Rankavīs                       |
| Londra 1908                                   | Evento non incluso nel programma olimpico     | Evento non incluso nel programma olimpico | Evento non incluso nel programma olimpico |
| Stoccolma 1912                                | Al Lane                                       | Paul Palén                                | Hübner von Holst                          |
| Anversa 1920                                  | Evento non incluso nel programma olimpico     | Evento non incluso nel programma olimpico | Evento non incluso nel programma olimpico |
| Parigi 1924                                   | Henry Bailey                                  | Vilhelm Carlberg                          | Lennart Hannelius                         |
| Amsterdam 1928                                | Evento non incluso nel programma olimpico     | Evento non incluso nel programma olimpico | Evento non incluso nel programma olimpico |
| Los Angeles 1932                              | Renzo Morigi                                  | Heinz Hax                                 | Domenico Matteucci                        |
| Berlino 1936                                  | Cornelius van Oyen                            | Heinz Hax                                 | Torsten Ullman                            |
| Londra 1948                                   | Károly Takács                                 | Carlos Diaz-Sáenz                         | Sven Lundquist                            |
| Helsinki 1952                                 | Károly Takács                                 | Szilárd Kun                               | Gheorghe Lichiardopol                     |
| Melbourne 1956                                | Ştefan Petrescu                               | Evgenij Čerkasov                          | Gheorghe Lichiardopol                     |
| Roma 1960                                     | William McMillan                              | Pentti Linnosvuo                          | Aleksandr Zabelin                         |
| Tokyo 1964                                    | Pentti Linnosvuo                              | Ion Tripșa                                | Lubomír Nácovský                          |
| Città del Messico 1968                        | Józef Zapędzki                                | Marcel Rosca                              | Renart Suleimanov                         |
| Monaco di Baviera 1972                        | Józef Zapędzki                                | Ladislav Falta                            | Viktor Toršin                             |
| Montréal 1976                                 | Norbert Klaar                                 | Jürgen Wiefel                             | Roberto Ferraris                          |
| Mosca 1980                                    | Corneliu Ion                                  | Jürgen Wiefel                             | Gerhard Petritsch                         |
| Los Angeles 1984                              | Takeo Kamachi                                 | Corneliu Ion                              | Rauno Bies                                |
| Seul 1988                                     | Afanasijs Kuzmins                             | Ralf Schumann                             | Zoltán Kovács                             |
| Barcellona 1992                               | Ralf Schumann                                 | Afanasijs Kuzmins                         | Vladimir Vochmjanin                       |
| Atlanta 1996                                  | Ralf Schumann                                 | Emil Milev                                | Vladimir Vochmjanin                       |
| Sydney 2000                                   | Sergej Alifirenko                             | Michel Ansermet                           | Iulian Raicea                             |
| Atene 2004                                    | Ralf Schumann                                 | Sergej Poljakov                           | Sergej Alifirenko                         |
| Pechino 2008                                  | Oleksandr Petriv                              | Ralf Schumann                             | Christian Reitz                           |
| Londra 2012                                   | Leuris Pupo                                   | Vijay Kumar                               | Ding Feng                                 |
| Rio de Janeiro 2016                           | Christian Reitz                               | Jean Quiquampoix                          | Li Yuehong                                |
| Tokyo 2020                                    | Jean Quiquampoix                              | Leuris Pupo                               | Li Yuehong                                |
| Parigi 2024                                   | Li Yuehong                                    | Cho Yeong-jae                             | Wang Xinjie                               |
| Atleta meglio premiato: Ralf Schumann (3/2/0) | Atleta meglio premiato: Ralf Schumann (3/2/0) | Nazione meglio premiata: Germania (4/2/1) | Nazione meglio premiata: Germania (4/2/1) |

#### Carabina ad aria 10m
| Edizione                                                     | Oro                                                          | Argento                               | Bronzo                                |
| ------------------------------------------------------------ | ------------------------------------------------------------ | ------------------------------------- | ------------------------------------- |
| Los Angeles 1984                                             | Philippe Heberlé                                             | Andreas Kronthaler                    | Barry Dagger                          |
| Seul 1988                                                    | Goran Maksimović                                             | Nicolas Berthelot                     | Johann Riederer                       |
| Barcellona 1992                                              | Jurij Fed'kin                                                | Franck Badiou                         | Johann Riederer                       |
| Atlanta 1996                                                 | Artëm Chadžibekov                                            | Wolfram Waibel                        | Jean-Pierre Amat                      |
| Sydney 2000                                                  | Cai Yalin                                                    | Artëm Chadžibekov                     | Evgenij Alejnikov                     |
| Atene 2004                                                   | Zhu Qinan                                                    | Li Jie                                | Jozef Gönci                           |
| Pechino 2008                                                 | Abhinav Bindra                                               | Zhu Qinan                             | Henri Häkkinen                        |
| Londra 2012                                                  | Alin Moldoveanu                                              | Niccolò Campriani                     | Gagan Narang                          |
| Rio de Janeiro 2016                                          | Niccolò Campriani                                            | Serhij Kuliš                          | Vladimir Maslennikov                  |
| Tokyo 2020                                                   | William Shaner                                               | Sheng Lihao                           | Yang Haoran                           |
| Parigi 2024                                                  | Sheng Lihao                                                  | Victor Lindgren                       | Miran Maričić                         |
| Atleta meglio premiato: Chadžibekov, Zhu e Campriani (1/1/0) | Atleta meglio premiato: Chadžibekov, Zhu e Campriani (1/1/0) | Nazione meglio premiata: Cina (3/3/1) | Nazione meglio premiata: Cina (3/3/1) |

#### Carabina 50m - 3 posizioni
| Edizione                                                           | Oro                                                                | Argento                               | Bronzo |
| ------------------------------------------------------------------ | ------------------------------------------------------------------ | ------------------------------------- | --- |
| Atene 1906                                                         | Gudbrand Skatteboe                                                 | Konrad Stäheli                        | Jean Reich |
| Helsinki 1952                                                      | Erling Kongshaug                                                   | Vilho Ylönen                          | [[File: Flag of the Soviet Union (1936 – 1955).svg\|class=noviewer\| Unione Sovietica (bandiera)\|border\|20x16px]] Boris Andreev |
| Melbourne 1956                                                     | Anatolij Bogdanov                                                  | Otakar Hořínek                        | John Sundberg |
| Roma 1960                                                          | Viktor Šamburkin                                                   | Marat Nijazov                         | Klaus Zähringer |
| Tokyo 1964                                                         | Lones Wigger                                                       | Veličko Veličkov                      | László Hammerl |
| Città del Messico 1968                                             | Bernd Klingner                                                     | John Writer                           | Vitalij Parchimovič |
| Monaco di Baviera 1972                                             | John Writer                                                        | Lanny Bassham                         | Werner Lippoldt |
| Montréal 1976                                                      | Lanny Bassham                                                      | Margaret Murdock                      | Werner Seibold |
| Mosca 1980                                                         | Viktor Vlasov                                                      | Bernd Hartstein                       | Sven Johansson |
| Los Angeles 1984                                                   | Malcolm Cooper                                                     | Daniel Nipkov                         | Alister Allan |
| Seul 1988                                                          | Malcolm Cooper                                                     | Alister Allan                         | Kirill Ivanov |
| Barcellona 1992                                                    | Grač'ja Petikjan                                                   | Robert Foth                           | Ryohei Koba |
| Atlanta 1996                                                       | Jean-Pierre Amat                                                   | Sergej Beljaev                        | Wolfram Waibel Jr. |
| Sydney 2000                                                        | Rajmond Debevec                                                    | Juha Hirvi                            | Harald Stenvaag |
| Atene 2004                                                         | Jia Zhanbo                                                         | Michael Anti                          | Christian Planer |
| Pechino 2008                                                       | Qiu Jian                                                           | Jurij Suchorukov                      | Rajmond Debevec |
| Londra 2012                                                        | Niccolò Campriani                                                  | Kim Jong-hyun                         | Matthew Emmons |
| Rio de Janeiro 2016                                                | Niccolò Campriani                                                  | Sergej Kamenskij                      | Alexis Raynaud |
| Tokyo 2020                                                         | Zhang Changhong                                                    | Sergej Kamenskij                      | Milenko Sebic |
| Parigi 2024                                                        | Liu Yukun                                                          | Serhij Kuliš                          | Swapnil Kusale |
| Atleta meglio premiato: Malcolm Cooper e Niccolò Campriani (2/0/0) | Atleta meglio premiato: Malcolm Cooper e Niccolò Campriani (2/0/0) | Nazione meglio premiata: Cina (4/0/0) | Nazione meglio premiata: Cina (4/0/0)                                                                                             |

### Femminile

#### Pistola ad aria 10m
| Edizione                                   | Oro                                        | Argento                               | Bronzo                                |
| ------------------------------------------ | ------------------------------------------ | ------------------------------------- | ------------------------------------- |
| Seul 1988                                  | Jasna Šekarić                              | Nino Salukvadze                       | Marina Dobrančeva                     |
| Barcellona 1992                            | Marina Logvinenko                          | Jasna Šekarić                         | Marija Grozdeva                       |
| Atlanta 1996                               | Ol'ga Kločneva                             | Marina Logvinenko                     | Marija Grozdeva                       |
| Sydney 2000                                | Tao Luna                                   | Jasna Šekarić                         | Annemarie Forder                      |
| Atene 2004                                 | Olena Kostevyč                             | Jasna Šekarić                         | Marija Grozdeva                       |
| Pechino 2008                               | Guo Wenjun                                 | Natal'ja Paderina                     | Nino Salukvadze                       |
| Londra 2012                                | Guo Wenjun                                 | Céline Goberville                     | Olena Kostevyč                        |
| Rio de Janeiro 2016                        | Zhang Mengxue                              | Vitalina Bacaraškina                  | Anna Korakakī                         |
| Tokyo 2020                                 | Vitalina Bacaraškina                       | Antoaneta Kostadinova                 | Jiang Ranxin                          |
| Parigi 2024                                | Oh Ye-jin                                  | Kim Ye-ji                             | Manu Bhaker                           |
| Atleta meglio premiato: Guo Wenjun (2/0/0) | Atleta meglio premiato: Guo Wenjun (2/0/0) | Nazione meglio premiata: Cina (4/0/1) | Nazione meglio premiata: Cina (4/0/1) |

#### Pistola fuoco rapido 25m
| Edizione                                       | Oro                                            | Argento                               | Bronzo                                |
| ---------------------------------------------- | ---------------------------------------------- | ------------------------------------- | ------------------------------------- |
| Los Angeles 1984                               | Linda Thom                                     | Ruby Fox                              | Patricia Dench                        |
| Seul 1988                                      | Nino Salukvadze                                | Tomoko Hasegawa                       | Jasna Šekarić                         |
| Barcellona 1992                                | Marina Logvinenko                              | Li Duihong                            | Munkhbayar Dorjsuren                  |
| Atlanta 1996                                   | Li Duihong                                     | Diana Jorgova                         | Marina Logvinenko                     |
| Sydney 2000                                    | Marija Grozdeva                                | Tao Luna                              | Lolita Evhlevskaja                    |
| Atene 2004                                     | Marija Grozdeva                                | Lenka Hyková                          | İradə Aşumova                         |
| Pechino 2008                                   | Chen Ying                                      | Otrjadyn Gündėgmaa                    | Munkhbayar Dorjsuren                  |
| Londra 2012                                    | Kim Jang-mi                                    | Chen Ying                             | Olena Kostevyč                        |
| Rio de Janeiro 2016                            | Anna Korakakī                                  | Monika Karsch                         | Heidi Diethelm Gerber                 |
| Tokyo 2020                                     | Vitalina Bacaraškina                           | Kim Min-jung                          | Xiao Jiaruixuan                       |
| Parigi 2024                                    | Yang Ji-in                                     | Camille Jedrzejewski                  | Veronika Major                        |
| Atleta meglio premiato: Maria Grozdeva (2/0/0) | Atleta meglio premiato: Maria Grozdeva (2/0/0) | Nazione meglio premiata: Cina (2/3/1) | Nazione meglio premiata: Cina (2/3/1) |

#### Carabina ad aria 10m
| Edizione                              | Oro                                   | Argento                               | Bronzo                                |
| ------------------------------------- | ------------------------------------- | ------------------------------------- | ------------------------------------- |
| Los Angeles 1984                      | Pat Spurgin                           | Edith Gufler                          | Wu Xiaoxuan                           |
| Seul 1988                             | Irina Šilova                          | Silvia Sperber                        | Anna Maluchina                        |
| Barcellona 1992                       | Yeo Kab-soon                          | Vesela Lečeva                         | Aranka Binder                         |
| Atlanta 1996                          | Renata Mauer                          | Petra Horneber                        | Aleksandra Ivošev                     |
| Sydney 2000                           | Nancy Johnson                         | Kang Cho-hyun                         | Gao Jing                              |
| Atene 2004                            | Du Li                                 | Ljubov' Galkina                       | Kateřina Kůrková                      |
| Pechino 2008                          | Kateřina Emmons                       | Ljubov' Galkina                       | Snježana Pejčić                       |
| Londra 2012                           | Yi Siling                             | Sylwia Bogacka                        | Yu Dan                                |
| Rio de Janeiro 2016                   | Virginia Thrasher                     | Du Li                                 | Yi Siling                             |
| Tokyo 2020                            | Yang Qian                             | Anastasija Galašina                   | Nina Christen                         |
| Parigi 2024                           | Ban Hyo-jin                           | Huang Yuting                          | Audrey Gogniat                        |
| Atleta meglio premiato: Du Li (1/1/0) | Atleta meglio premiato: Du Li (1/1/0) | Nazione meglio premiata: Cina (3/2/4) | Nazione meglio premiata: Cina (3/2/4) |

#### Carabina 50m - 3 posizioni
| Edizione                                             | Oro                                                  | Argento                               | Bronzo                                |
| ---------------------------------------------------- | ---------------------------------------------------- | ------------------------------------- | ------------------------------------- |
| Los Angeles 1984                                     | Wu Xiaoxuan                                          | Ulrike Holmer                         | Wanda Jewell                          |
| Seul 1988                                            | Silvia Sperber                                       | Vesela Lečeva                         | Valentina Čerkasova                   |
| Barcellona 1992                                      | Launi Meili                                          | Nonka Matova                          | Małgorzata Książkiewicz               |
| Atlanta 1996                                         | Aleksandra Ivošev                                    | Irina Gerasimënok                     | Renata Mauer                          |
| Sydney 2000                                          | Renata Mauer                                         | Tat'jana Goldobina                    | Marija Feklistova                     |
| Atene 2004                                           | Ljubov' Galkina                                      | Valentina Turisini                    | Wang Chengyi                          |
| Pechino 2008                                         | Du Li                                                | Kateřina Emmons                       | Eglis Yaima Cruz                      |
| Londra 2012                                          | Jamie Lynn Gray                                      | Ivana Maksimović                      | Adéla Sýkorová                        |
| Rio de Janeiro 2016                                  | Barbara Engleder                                     | Zhang Binbin                          | Du Li                                 |
| Tokyo 2020                                           | Nina Christen                                        | Julija Zykova                         | Julija Karimova                       |
| Parigi 2024                                          | Chiara Leone                                         | Sagen Maddalena                       | Zhang Qiongyue                        |
| Atleta meglio premiato: Renata Mauer e Du Li (1/0/1) | Atleta meglio premiato: Renata Mauer e Du Li (1/0/1) | Nazione meglio premiata: Cina (2/1/3) | Nazione meglio premiata: Cina (2/1/3) |

### Misto

#### Pistola ad aria 10m a squadre
| Edizione                 | Oro                                  | Argento                                    | Bronzo                                 |
| ------------------------ | ------------------------------------ | ------------------------------------------ | -------------------------------------- |
| Tokyo 2020               | Cina Jiang Ranxin - Pang Wei         | ROC Vitalina Bacaraškina - Artëm Černousov | Ucraina Olena Kostevyč - Oleh Omel'čuk |
| Parigi 2024              | Serbia Zorana Arunović - Damir Mikec | Turchia Şevval İlayda Tarhan - Yusuf Dikeç | India Manu Bhaker - Sarabjot Singh     |
| Nazione meglio premiata: |                                      |                                            |                                        |

#### Carabina ad aria 10m a squadre
| Edizione                              | Oro                             | Argento                                    | Bronzo                                    |
| ------------------------------------- | ------------------------------- | ------------------------------------------ | ----------------------------------------- |
| Tokyo 2020                            | Cina Yang Qian - Yang Haoran    | Stati Uniti Mary Tucker - Lucas Kozeniesky | ROC Julija Karimova - Sergej Kamenskij    |
| Parigi 2024                           | Cina Huang Yuting - Sheng Lihao | Corea del Sud Keum Ji-hyeon - Park Ha-jun  | Kazakistan Aleksandra Le - Islam Satpayev |
| Nazione meglio premiata: Cina (2/0/0) |                                 |                                            |                                           |

### Eventi non più inseriti nel programma olimpico
Eventi tutti maschili.

#### Pistola 50m
| Edizione                                                   | Oro                                         | Argento                                      | Bronzo                                       |
| ---------------------------------------------------------- | ------------------------------------------- | -------------------------------------------- | -------------------------------------------- |
| Atene 1896                                                 | Sumner Paine                                | Holger Nielsen                               | Iōannīs Fragkoudīs                           |
| Parigi 1900                                                | Karl Röderer                                | Achille Paroche                              | Konrad Stäheli                               |
| Saint Louis 1904                                           | Evento non incluso nel programma olimpico   | Evento non incluso nel programma olimpico    | Evento non incluso nel programma olimpico    |
| Atene 1906                                                 | Geōrgios Orfanidīs                          | Jean Fouconnier                              | Aristeidīs Rankavīs                          |
| Londra 1908                                                | Paul van Asbroeck                           | Réginald Storms                              | James Gorman                                 |
| Stoccolma 1912                                             | Al Lane                                     | Peter Dolfen                                 | Charles Stewart                              |
| Anversa 1920                                               | Karl Frederick                              | Afrânio da Costa                             | Al Lane                                      |
| Evento non incluso nel programma olimpico dal 1924 al 1932 |                                             |                                              |                                              |
| Berlino 1936                                               | Torsten Ullman                              | Erich Krempel                                | Charles des Jamonières                       |
| Londra 1948                                                | Edwin Vásquez                               | Rudolf Schnyder                              | Torsten Ullman                               |
| Helsinki 1952                                              | Huelet Benner                               | Ángel León                                   | Ambrus Balogh                                |
| Melbourne 1956                                             | Pentti Linnosvuo                            | Machmud Umarov                               | Offutt Pinion                                |
| Roma 1960                                                  | Aleksej Guščin                              | Machmud Umarov                               | Yoshihisa Yoshikawa                          |
| Tokyo 1964                                                 | Väinö Markkanen                             | Franklin Green                               | Yoshihisa Yoshikawa                          |
| Città del Messico 1968                                     | Grigorij Kosych                             | Heinz Mertel                                 | Harald Vollmar                               |
| Monaco di Baviera 1972                                     | Ragnar Skanåker                             | Daniel Iuga                                  | Rudolf Dollinger                             |
| Montréal 1976                                              | Uwe Potteck                                 | Harald Vollmar                               | Rudolf Dollinger                             |
| Mosca 1980                                                 | Aleksandr Melent'ev                         | Harald Vollmar                               | Ljubčo Djakov                                |
| Los Angeles 1984                                           | Xu Haifeng                                  | Ragnar Skanåker                              | Wang Yifu                                    |
| Seul 1988                                                  | Sorin Babii                                 | Ragnar Skanåker                              | Ihar Basinski                                |
| Barcellona 1992                                            | Kanstancin Lukašyk                          | Wang Yifu                                    | Ragnar Skanåker                              |
| Atlanta 1996                                               | Boris Kokorev                               | Ihar Basinski                                | Roberto Di Donna                             |
| Sydney 2000                                                | Tanju Kirjakov                              | Ihar Basinski                                | Martin Tenk                                  |
| Atene 2004                                                 | Michail Nestruev                            | Jin Jong-oh                                  | Kim Jong-su                                  |
| Pechino 2008                                               | Jin Jong-oh                                 | Tan Zongliang                                | Vladimir Isakov                              |
| Londra 2012                                                | Jin Jong-oh                                 | Choi Young-rae                               | Wang Zhiwei                                  |
| Rio de Janeiro 2016                                        | Jin Jong-oh                                 | Hoàng Xuân Vinh                              | Kim Song-guk                                 |
| Atleta meglio premiato: Jin Jong-oh (3/1/0)                | Atleta meglio premiato: Jin Jong-oh (3/1/0) | Nazione meglio premiata: Stati Uniti (4/2/3) | Nazione meglio premiata: Stati Uniti (4/2/3) |

#### Pistola a squadre
| Edizione       | Oro         | Argento | Bronzo        |
| 30m            | 30m         | 30m     | 30m           |
| -------------- | ----------- | ------- | ------------- |
| Stoccolma 1912 | Svezia      | Russia  | Gran Bretagna |
| Anversa 1920   | Stati Uniti | Grecia  | Svizzera      |
| 50m            |             |         |               |
| Parigi 1900    | Svizzera    | Francia | Paesi Bassi   |
| Londra 1908    | Stati Uniti | Belgio  | Gran Bretagna |
| Stoccolma 1912 | Stati Uniti | Svezia  | Gran Bretagna |
| Anversa 1920   | Stati Uniti | Svezia  | Brasile       |

#### Pistola militare
| Edizione     | Oro                | Argento                | Bronzo            |
| 25m          | 25m                | 25m                    | 25m               |
| ------------ | ------------------ | ---------------------- | ----------------- |
| Atene 1896   | John Paine         | Sumner Paine           | Nikolaos Mōrakīs  |
| Atene 1906   | Louis Richardet    | Alexandros Theofilakīs | Geōrgios Skotadīs |
| Atene 1906   | Jean Fouconnier    | Raoul de Boigne        | Hermann Martin    |
| 30m          |                    |                        |                   |
| Anversa 1920 | Guilherme Paraense | Raymond Bracken        | Fritz Zulauf      |
| 50m          |                    |                        |                   |
| Parigi 1900  | Karl Röderer       | Achille Paroche        | Konrad Stäheli    |

#### Pistola da duello
| Edizione   | Oro                    | Argento           | Bronzo           |
| ---------- | ---------------------- | ----------------- | ---------------- |
| Atene 1906 | 20m                    | 20m               | 20m              |
| Atene 1906 | Léon Moreaux           | Cesare Liverziani | Maurice Lecoq    |
| Atene 1906 | 30m                    |                   |                  |
| Atene 1906 | Kōnstantinos Skarlatos | Hübner von Holst  | Vilhelm Carlberg |

#### Carabina 50m - a terra
| Edizione                                                        | Oro                                                             | Argento | Bronzo                                       |
| --------------------------------------------------------------- | --------------------------------------------------------------- | --- | -------------------------------------------- |
| Atene 1906                                                      | Gudbrand Skatteboe                                              | Louis Richardet | Konrad Stäheli                               |
| Stoccolma 1912                                                  | Frederick Hird                                                  | William Milne | Harry Burt                                   |
| Anversa 1920                                                    | Evento non incluso nel programma olimpico                       | Evento non incluso nel programma olimpico                                                                                         | Evento non incluso nel programma olimpico    |
| Parigi 1924                                                     | Pierre Coquelin de Lisle                                        | Marcus Dinwiddie | Josias Hartmann                              |
| Amsterdam 1928                                                  | Evento non incluso nel programma olimpico                       | Evento non incluso nel programma olimpico                                                                                         | Evento non incluso nel programma olimpico    |
| Los Angeles 1932                                                | Bertil Rönnmark                                                 | Gustavo Huet | Zoltán Soós-Ruszka Hradetzky                 |
| Berlino 1936                                                    | Willy Røgeberg                                                  | Ralph Berzsenyi | Władysław Karaś                              |
| Londra 1948                                                     | Arthur Cook                                                     | Walter Tomsen | Jonas Jonsson                                |
| Helsinki 1952                                                   | Iosif Sîrbu                                                     | [[File: Flag of the Soviet Union (1936 – 1955).svg\|class=noviewer\| Unione Sovietica (bandiera)\|border\|20x16px]] Boris Andreev | Arthur Jackson                               |
| Melbourne 1956                                                  | Gerald Ouellette                                                | Vasilij Borisov | Gil Boa                                      |
| Roma 1960                                                       | Peter Kohnke                                                    | James Enoch Hill | Enrico Forcella                              |
| Tokyo 1964                                                      | László Hammerl                                                  | Lones Wigger | Tommy Pool                                   |
| Città del Messico 1968                                          | Jan Kůrka                                                       | László Hammerl | Ian Ballinger                                |
| Monaco di Baviera 1972                                          | Ri Ho-jun                                                       | Victor Auer | Nicolae Rotaru                               |
| Montréal 1976                                                   | Karlheinz Smieszek                                              | Ulrich Lind | Gennadij Luščikov                            |
| Mosca 1980                                                      | Károly Varga                                                    | Hellfried Heilfort | Petăr Zaprjanov                              |
| Los Angeles 1984                                                | Edward Etzel                                                    | Michel Bury | Michael Sullivan                             |
| Seul 1988                                                       | Miroslav Varga                                                  | Cha Young-chul | Attila Záhonyi                               |
| Barcellona 1992                                                 | Lee Eun-chul                                                    | Harald Stenvaag | Stevan Pletikosić                            |
| Atlanta 1996                                                    | Christian Klees                                                 | Sergej Beljaev | Jozef Gönci                                  |
| Sydney 2000                                                     | Jonas Edman                                                     | Torben Grimmel | Sjarhej Martynaŭ                             |
| Atene 2004                                                      | Matthew Emmons                                                  | Christian Lusch | Sjarhej Martynaŭ                             |
| Pechino 2008                                                    | Artur Ajvazjan                                                  | Matthew Emmons | Warren Potent                                |
| Londra 2012                                                     | Sjarhej Martynaŭ                                                | Lionel Cox | Rajmond Debevec                              |
| Rio de Janeiro 2016                                             | Henri Junghänel                                                 | Kim Jong-hyun | Kirill Grigor'jan                            |
| Atleta meglio premiato: László Hammerl e Matthew Emmons (1/1/0) | Atleta meglio premiato: László Hammerl e Matthew Emmons (1/1/0) | Nazione meglio premiata: Stati Uniti (4/5/2)                                                                                      | Nazione meglio premiata: Stati Uniti (4/5/2) |

#### Carabina 300m - 3 posizioni
| Edizione                                                   | Oro | Argento                                      | Bronzo |
| ---------------------------------------------------------- | --- | -------------------------------------------- | --- |
| Atene 1896                                                 | Geōrgios Orfanidīs | Iōannīs Fragkoudīs                           | Viggo Jensen |
| Parigi 1900                                                | Emil Kellenberger | Anders Peter Nielsen                         | Paul van Asbroeck |
| Parigi 1900                                                | Emil Kellenberger | Anders Peter Nielsen                         | Ole Østmo |
| Saint Louis 1904                                           | Evento non incluso nel programma olimpico                                                                                             | Evento non incluso nel programma olimpico    | Evento non incluso nel programma olimpico                                                                                         |
| Londra 1908                                                | Albert Helgerud | Harry Simon                                  | Ole Sæther |
| Stoccolma 1912                                             | Paul Colas | Lars Jørgen Madsen                           | Niels Larsen |
| Anversa 1920                                               | Morris Fisher | Niels Larsen                                 | Østen Østensen |
| Evento non incluso nel programma olimpico dal 1924 al 1936 | |                                              | |
| Londra 1948                                                | Emil Grünig | Pauli Aapeli Janhonen                        | Willy Røgeberg |
| Helsinki 1952                                              | [[File: Flag of the Soviet Union (1936 – 1955).svg\|class=noviewer\| Unione Sovietica (bandiera)\|border\|20x16px]] Anatolij Bogdanov | Robert Bürchler                              | [[File: Flag of the Soviet Union (1936 – 1955).svg\|class=noviewer\| Unione Sovietica (bandiera)\|border\|20x16px]] Lev Vajnštejn |
| Melbourne 1956                                             | Vasilij Borisov | Allan Jerdman                                | Vilho Ylönen |
| Roma 1960                                                  | Hubert Hammerer | Hans Rudolf Spillmann                        | Vasilij Borisov |
| Tokyo 1964                                                 | Gary Anderson | Shota Kveliashvili                           | Martine Gunnarsson |
| Città del Messico 1968                                     | Gary Anderson | Valentin Kornev                              | Kurt Müller |
| Monaco di Baviera 1972                                     | Lones Wigger | Boris Mel'nik                                | Lajos Papp |
| Atleta meglio premiato: Gary Anderson (2/0/0)              | Atleta meglio premiato: Gary Anderson (2/0/0)                                                                                         | Nazione meglio premiata: Stati Uniti (5/2/1) | Nazione meglio premiata: Stati Uniti (5/2/1)                                                                                      |

#### Carabina - altri eventi
| Edizione       | Oro                         | Argento                | Bronzo                      |
| -------------- | --------------------------- | ---------------------- | --------------------------- |
| Atene 1906     | 50m - in ginocchio          | 50m - in ginocchio     | 50m - in ginocchio          |
| Atene 1906     | Konrad Stäheli              | Louis Richardet        | Marcel Meyer de Stadelhofen |
| Atene 1906     | 50m - posizione libera      |                        |                             |
| Atene 1906     | Marcel Meyer de Stadelhofen | Konrad Stäheli         | Léon Moreaux                |
| Londra 1908    | 50m - bersaglio mobile      | 50m - bersaglio mobile | 50m - bersaglio mobile      |
| Londra 1908    | John Fleming                | Maurice Matthews       | William Marsden             |
| Londra 1908    | 50m - bersaglio fisso       |                        |                             |
| Londra 1908    | Arthur Carnell              | Harry Humby            | George Barnes               |
| Londra 1908    | 50m - bersaglio a scomparsa |                        |                             |
| Londra 1908    | William Styles              | Harold Hawkins         | Edward Amoore               |
| Londra 1908    | 1000yd                      |                        |                             |
| Londra 1908    | Joshua Millner              | Kellogg Casey          | Maurice Blood               |
| 50m - in piedi |                             |                        |                             |
| Atene 1906     | Gudbrand Skatteboe          | Julius Braathe         | Albert Helgerud             |
| Anversa 1920   | Larry Nuesslein             | Arthur Rothrock        | Dennis Fenton               |
| 600m - a terra |                             |                        |                             |
| Stoccolma 1912 | Paul Colas                  | Carl Osburn            | John Jackson                |
| Parigi 1924    | Morris Fisher               | Carl Osburn            | Niels Larsen                |
| Stoccolma 1912 | 25m                         | 25m                    | 25m                         |
| Stoccolma 1912 | Vilhelm Carlberg            | Hübner von Holst       | Gideon Ericsson             |
| Stoccolma 1912 | 25m a squadre               |                        |                             |
| Stoccolma 1912 | Svezia                      | Gran Bretagna          | Stati Uniti                 |
| 50m a squadre  |                             |                        |                             |
| Atene 1906     | Svizzera                    | Norvegia               | Francia                     |
| Londra 1908    | Gran Bretagna               | Svezia                 | Francia                     |
| Stoccolma 1912 | Gran Bretagna               | Svezia                 | Stati Uniti                 |
| Anversa 1920   | Stati Uniti                 | Svezia                 | Norvegia                    |
| 300m a squadre |                             |                        |                             |
| Parigi 1900    | Svizzera                    | Norvegia               | Francia                     |
| Londra 1908    | Norvegia                    | Svezia                 | Francia                     |
| Stoccolma 1912 | Svezia                      | Norvegia               | Danimarca                   |
| Anversa 1920   | Stati Uniti                 | Norvegia               | Svizzera                    |
| Parigi 1924    | Stati Uniti                 | Francia                | Haiti                       |

#### Carabina militare
| Edizione        | Oro                       | Argento                   | Bronzo                    |
| 200m            | 200m                      | 200m                      | 200m                      |
| --------------- | ------------------------- | ------------------------- | ------------------------- |
| Atene 1896      | Pantelīs Karasevdas       | Pavlos Pavlidīs           | Nikolaos Trikoupīs        |
| Atene 1906      | Léon Moreaux              | Louis Richardet           | Jean Reich                |
| Atene 1906      | 300m                      | 300m                      | 300m                      |
| Atene 1906      | Louis Richardet           | Jean Reich                | Raoul de Boigne           |
| Parigi 1900     | 300m - sdraiati           | 300m - sdraiati           | 300m - sdraiati           |
| Parigi 1900     | Konrad Stäheli            | Emil Kellenberger         | —                         |
| Parigi 1900     | Konrad Stäheli            | Anders Peter Nielsen      | —                         |
| 300m - a terra  |                           |                           |                           |
| Parigi 1900     | Achille Paroche           | Anders Peter Nielsen      | Ole Østmo                 |
| Anversa 1920    | Otto Olsen                | Léon Johnson              | Fritz Kuchen              |
| 300m - in piedi |                           |                           |                           |
| Parigi 1900     | Lars Jørgen Madsen        | Ole Østmo                 | Charles Paumier           |
| Anversa 1920    | Carl Osburn               | Lars Jørgen Madsen        | Larry Nuesslein           |
| Stoccolma 1912  | 300m - 3 posizioni        | 300m - 3 posizioni        | 300m - 3 posizioni        |
| Stoccolma 1912  | Sándor Prokopp            | Carl Osburn               | Engebret Skogen           |
| 300m a squadre  |                           |                           |                           |
| Londra 1908     | Stati Uniti               | Gran Bretagna             | Canada                    |
| Stoccolma 1912  | Stati Uniti               | Gran Bretagna             | Svezia                    |
| Anversa 1920    | 300m a squadre - in piedi | 300m a squadre - in piedi | 300m a squadre - in piedi |
| Anversa 1920    | Danimarca                 | Stati Uniti               | Svezia                    |
| Anversa 1920    | 300m a squadre - a terra  |                           |                           |
| Anversa 1920    | Stati Uniti               | Francia                   | Finlandia                 |
| Anversa 1920    | 600m                      |                           |                           |
| Anversa 1920    | Hugo Johansson            | Mauritz Eriksson          | Lloyd Spooner             |
| Anversa 1920    | 600m a squadre            |                           |                           |
| Anversa 1920    | Stati Uniti               | Sudafrica                 | Svezia                    |
| Anversa 1920    | 300m + 600m a squadre     |                           |                           |
| Anversa 1920    | Stati Uniti               | Norvegia                  | Svizzera                  |

#### Bersaglio mobile

##### 10m
| Edizione                                  | Oro                                       | Argento                               | Bronzo                                |
| ----------------------------------------- | ----------------------------------------- | ------------------------------------- | ------------------------------------- |
| Barcellona 1992                           | Michael Jakosits                          | Anatolij Asrabaev                     | Luboš Račanský                        |
| Atlanta 1996                              | Yang Ling                                 | Xiao Jun                              | Miroslav Januš                        |
| Sydney 2000                               | Yang Ling                                 | Oleg Moldovan                         | Niu Zhiyuan                           |
| Atene 2004                                | Manfred Kurzer                            | Aleksandr Blinov                      | Dmitrij Lykin                         |
| Atleta meglio premiato: Yang Ling (2/0/0) | Atleta meglio premiato: Yang Ling (2/0/0) | Nazione meglio premiata: Cina (2/1/1) | Nazione meglio premiata: Cina (2/1/1) |

##### 50m
| Edizione                                        | Oro                                             | Argento                                           | Bronzo                                            |
| ----------------------------------------------- | ----------------------------------------------- | ------------------------------------------------- | ------------------------------------------------- |
| Monaco di Baviera 1972                          | Jakov Železnjak                                 | Helmut Bellingrodt                                | John Kynoch                                       |
| Montréal 1976                                   | Aleksandr Gazov                                 | Aleksandr Kedjarov                                | Jerzy Greszkiewicz                                |
| Mosca 1980                                      | Igor' Sokolov                                   | Thomas Pfeffer                                    | Aleksandr Gazov                                   |
| Los Angeles 1984                                | Li Yuwei                                        | Helmut Bellingrodt                                | Huang Shiping                                     |
| Seul 1988                                       | Tor Heiestad                                    | Huang Shiping                                     | Gennadij Avramenko                                |
| Atleta meglio premiato: Aleksandr Gazov (1/0/1) | Atleta meglio premiato: Aleksandr Gazov (1/0/1) | Nazione meglio premiata: Unione Sovietica (3/1/2) | Nazione meglio premiata: Unione Sovietica (3/1/2) |

##### 100m
| Edizione                | Oro               | Argento               | Bronzo             |
| Colpo singolo           | Colpo singolo     | Colpo singolo         | Colpo singolo      |
| ----------------------- | ----------------- | --------------------- | ------------------ |
| Londra 1908             | Oscar Swahn       | Ted Ranken            | Alexander Rogers   |
| Stoccolma 1912          | Alf Swahn         | Åke Lundeberg         | Nestori Toivonen   |
| Anversa 1920            | Otto Olsen        | Alf Swahn             | Harald Natvig      |
| Parigi 1924             | John Boles        | Cyril Mackworth-Praed | Otto Olsen         |
| Colpo singolo a squadre |                   |                       |                    |
| Londra 1908             | Svezia            | Gran Bretagna         | —                  |
| Stoccolma 1912          | Svezia            | Stati Uniti           | Finlandia          |
| Anversa 1920            | Norvegia          | Finlandia             | Stati Uniti        |
| Parigi 1924             | Norvegia          | Svezia                | Stati Uniti        |
| Colpo doppio            |                   |                       |                    |
| Londra 1908             | Walter Winans     | Ted Ranken            | Oscar Swahn        |
| Stoccolma 1912          | Åke Lundeberg     | Edward Benedicks      | Oscar Swahn        |
| Anversa 1920            | Ole Lilloe-Olsen  | Fredric Landelius     | Einar Liberg       |
| Parigi 1924             | Ole Lilloe-Olsen  | Cyril Mackworth-Praed | Alf Swahn          |
| Colpo doppio a squadre  |                   |                       |                    |
| Anversa 1920            | Norvegia          | Svezia                | Finlandia          |
| Parigi 1924             | Gran Bretagna     | Norvegia              | Svezia             |
| Colpo singolo e doppio  |                   |                       |                    |
| Helsinki 1952           | John Larsen       | Olof Sköldberg        | Tauno Mäki         |
| Melbourne 1956          | Vitalij Romanenko | Olof Sköldberg        | Vladimir Sevrjugin |